# USS Shark (SS-174)
USS Shark (SS-174) – amerykański okręt podwodny typu Shark. Pierwsza amerykańska jednostka tej klasy utracona podczas drugiej wojny światowej na skutek japońskich działań przeciwpodwodnych. Okręt został zwodowany 21 maja 1935 roku w stoczni Electric Boat, przyjęty zaś do służby w marynarce amerykańskiej został 25 stycznia 1936. W okresie przedwojennym był przydzielony do amerykańskiej floty azjatyckiej, po wybuchu zaś wojny na Pacyfiku, prowadził działania podwodne operując z Filipin. Patrolował w okolicach Luzonu i Jawy. Podczas drugiego patrolu w styczniu 1942 roku, został wyznaczony do udziału w obronie Holenderskich Indii Wschodnich.
Na początku lutego 1942 roku przetrwał japoński atak bombami głębinowymi w pobliżu cieśniny Malakka, po czym rozkazem radiowym został skierowany w pobliże cieśniny Makasarskiej. Wobec braku jakichkolwiek informacji z okrętu, 7 marca okręt został uznany za stracony. Skutkiem powojennych badań ustalono, że USS „Shark” (SS-174) padł prawdopodobnie ofiarą ognia artyleryjskiego japońskiego niszczyciela „Yamakaze” 11 lutego 1942 roku w pobliżu Celebes.